# 利特爾里弗 (鮑德溫縣)
利特爾里弗（英語：Little River）是一個位於美國阿拉巴馬州鮑德溫縣的非建制地區。該地的面積和人口皆未知。

## 地理
利特爾里弗的座標為31°15′26″N 87°42′31″W / 31.257222°N 87.708611°W，而該地最高點為海拔高度54米（即177英尺）。